# The Exiles
Pour les articles homonymes, voir Exile.
The Exiles est un film américain réalisé par Kent MacKenzie en 1961.

## Synopsis
Ponctué de passages documentaires, le film nous montre une journée dans la vie d'une communauté d'Amérindiens des années 1950 ayant quitté leur réserve pour habiter dans le quartier de Bunker Hill à Los Angeles. Lors d'une virée nocturne, ces exilés s'approprient à leur manière certains codes de la société blanche : le jeu et l'alcool. À la fin de la soirée, ils finissent par se retrouver sur « Hill X » (Chavez Ravine (en)) avec des chants et des danses issus de leur culture d'origine.

## Fiche technique
- Titre original : The Exiles
- Réalisation : Kent MacKenzie
- Scénario : Kent MacKenzie
- Production : Kent MacKenzie
- Pays d'origine :  États-Unis
- Langue originale : anglais
- Format : Noir et blanc
- Genre : Fiction
- Durée : 72 minutes (1 h 12)

## Distribution
- Yvonne Williams
- Homer Nish
- Tommy Reynolds
- Rico Rodriguez
- Clifford Ray Sam
- Clydean Parker
- Mary Donahue

## Autour du film
- Le début du film contient des photographies prises par Edward Sheriff Curtis
- Le quartier de Bunker Hill inspira également l'œuvre de John Fante Rêves de Bunker Hill.